# Carl Wilhelm Jacobi
Carl Wilhelm Jacobi (* 15. Februar 1803 in Oberrosphe; † 14. August 1858 in Hersfeld) war ein deutscher Lehrer und Politiker.

## Leben
Jacobi war der Sohn eines Pfarrers und evangelischer Konfession. Er studierte von 1821 bis 1825 Evangelische Theologie an der Universität Marburg. Er war ab 1825 Leiter einer Privatlehranstalt in Marburg und dann von 1831 bis 1834 Hilfslehrer am Pädagogium in Marburg. Von 1834 bis 1835 war er Rektor der Stadtschule und Prediger in Frankenberg (Eder). Zwischen 1835 und 1839 arbeitet er als Hilfslehrer am Gymnasium, zunächst in Kassel, seit 1836 in Hersfeld und dann von 1839 bis 1858 als Gymnasiallehrer in Hersfeld. Von 1846 bis 1848 war er zwei Jahre vom Amt suspendiert, da er einer Petition für die Zulassung des Deutschkatholizismus als eigenständige Religionsgemeinschaft mitunterzeichnet hatte.
Vom 18. Mai 1848 bis zum 20. Mai 1849 vertrat er den Wahlkreis 5. Kurhessen (Hersfeld) in der Frankfurter Nationalversammlung. Im Parlament blieb er fraktionslos und stimmte mit dem Rechten Zentrum. Er gehörte zu den Abgeordneten, die Friedrich Wilhelm IV. zum Kaiser der Deutschen wählten. Im Juni 1849 nahm er am Gothaer Nachparlament teil.